# August Landmesser
August Landmesser, nemški ladjedelniški delavec, * 24. maj 1910, † 17. oktober 1944 (potrjeno leta 1949).
Znan je po slavni fotografiji, na kateri je kot delavec ladjedelnice Blohm + Voss v Hamburgu zavrnil nacistični pozdrav ob zagonu plovila za usposabljanje Horst Wessel 13. junija 1936.

## Življenjepis
August Landmesser je bil edini otrok Augusta Franza Landmesserja in Wilhelmine Magdalene (rojene Schmidtpott). Leta 1931 se je v upanju, da bo dobil službo, pridružil nacistični stranki, vendar so ga leta 1935 izključili, ker se je zaročil z Judinjo Irmo Eckler. Čeprav sta bila registrirana za poroko v Hamburgu, so jima jo nürnberški zakoni, sprejeti mesec dni kasneje, to preprečili. 29. oktobra 1935 sta dobila hčer Ingrid.
Fotografija, na kateri je Landmesser odklonil nacistični pozdrav, je bila posneta 13. junija 1936.
Leta 1937, sta Landmesser in Ecklerjeva poskušala pobegniti na Dansko, vendar sta bila prijeta. V juliju 1937, ko je Ecklerjeva spet zanosila, je bil on obtožen in spoznan za krivega sramotenja rase pod nacističnimi rasnimi zakoni. Trdil je, da nista vedela, da je bila Ecklerjeva v celoti Judinja in 27. maja 1938 je bil oproščen zaradi pomanjkanja dokazov, vendar so ga opozorili, da bo ponovna kršitev pomenila dolgoletno zaporno kazen. Par je nadaljeval svojo zvezo tudi v javnosti in 15. julija 1938 je bil Landmesser še enkrat aretiran ter obsojen na dve leti in pol v koncentracijskem taborišču Börgermoor.
Tudi Ecklerjevo je Gestapo priprl in poslal v zapor Fuhlsbüttel, kjer je rodila drugo hčer Irene. Od tam je bila poslana v koncentracijsko taborišče Oranienburg, nato v Lichtenburško koncentracijsko taborišče za ženske ter v žensko koncentracijsko taborišče Ravensbrück. Do januarja 1942 je Irma Eckler napisala nekaj pisem. Verjame se, da je bila februarja 1942 poslana v bernburški evtanazijski center, kjer je bila med 14.000 usmrčenimi; po povojni dokumentaciji je bila leta 1949 razglašena za pravno mrtvo z 28. aprilom 1942.
Medtem je bil Landmesser 19. januarja 1941 izpuščen iz zapora in je delal kot delovodja v transportnem podjetju Püst. Družba je imela podružnico v tovarni Heinkel v Warnemündeju. Februarja 1944 je bil vpoklican v kazenski bataljon, 999. pehotni bataljon Fort. Ko je bil 17. oktobra 1944 ubit v boju na Hrvaškem, je bilo proglašen za pogrešanega v boju. Tako kot Ecklerjeva je bil uradno razglašen za mrtvega leta 1949.
Njuna otroka sta bila sprva odpeljana v mestno sirotišnico. Ingrid je bilo kasneje dovoljeno živeti z njeno babico, medtem ko je Irene leta 1941 dobila rejniške starše. Ko je leta 1953 babica umrla, je tudi Ingrid dobila rejnike. Zakon Augusta Landmesserja in Irme Eckler je senat v Hamburgu retroaktivno priznal poleti 1951. Jeseni istega leta je Ingrid prevzela priimek Landmesser, Irene pa je še naprej uporabljala priimek Eckler.